# Irigilla
Irigilla és un gènere monotípic d'arnes de la família Crambidae. Conté només una espècie, Irigilla nypsiusalis, que es troba a Borneo.